# 3D televize

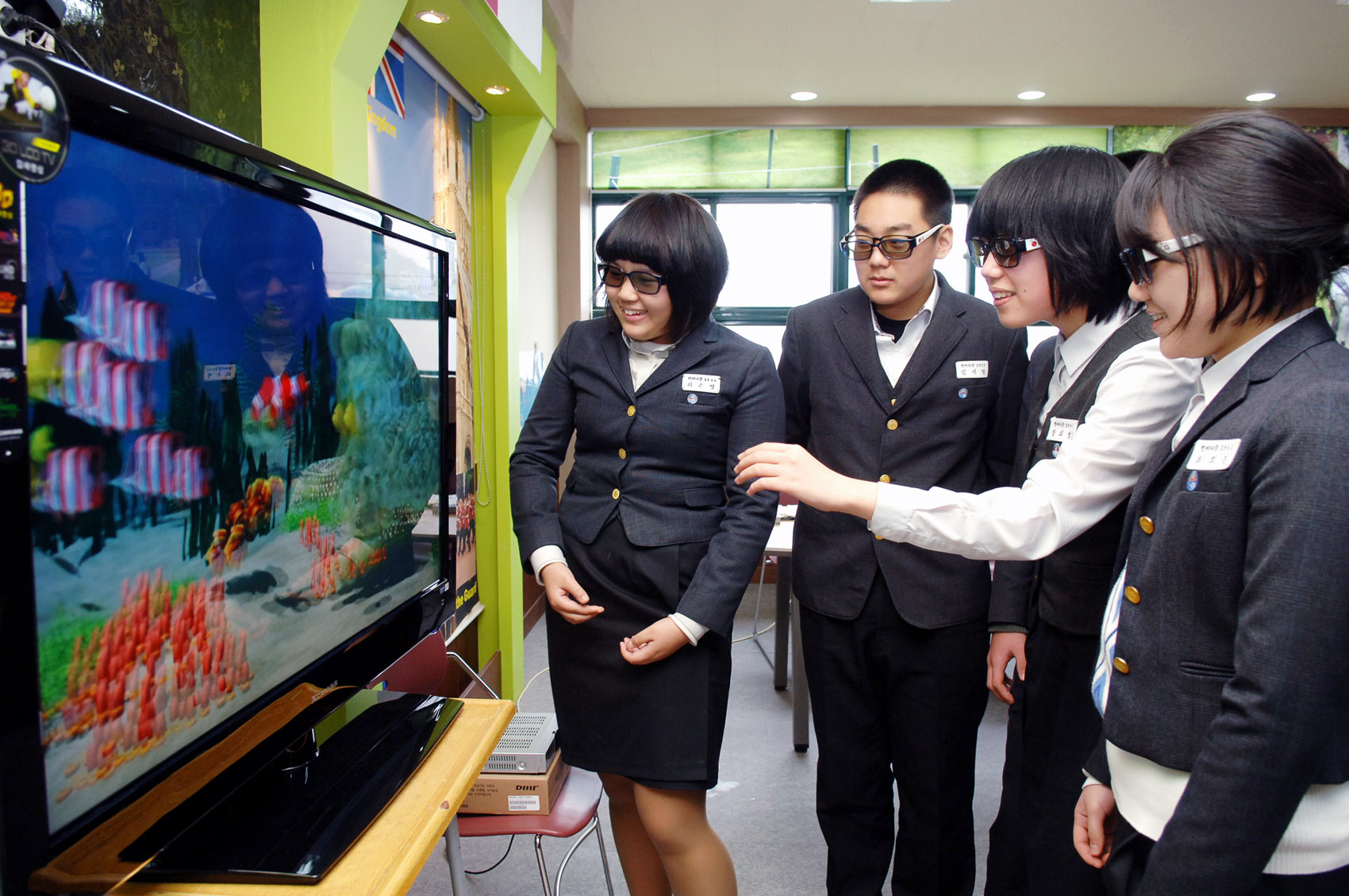
V Asii jsou technologie velice populární. Obrázek z roku 2010

3D televize jsou televize, které umožňují přehrávat obraz zvlášť pro každé oko a tím docílit pocit plastičnosti obrazu.

## Historie
Ve 30. letech 19. století popsal sir Charles Wheatstone princip vzniku trojrozměrného obrazu v mozku člověka. Pro demonstraci vytvořil stereoskop, jednoduché mechanické zařízení, které drží před očima diváka dva obrázky jedné scény sejmuté z různých úhlů. Tím ošálí mozek diváka a ten vidí scénu plasticky. Od jeho vynálezu vedla již jen krátká cesta k použití 3D efektu ve fotografii, filmu a televizi.
V roce 1922 byl veřejnosti poprvé promítnut 3D film. O pár let později, přesně 10. srpna 1928 byla v Londýně představena první stereoskopická 3D televize. Její vynálezce John Logie Baird využil při její výrobě elektro-mechanické technologie a katodové trubice.
V 50. letech, kdy byla televize ve Spojených státech amerických stále populárnější, natočila Hollywoodská studia ve snaze televizi konkurovat mnoho filmů ve 3D. Například Alfred Hitchcock produkoval svůj film Vražda na objednávku původně ve 3D, ale vzhledem k malému počtu kin, které mohly film v tomto formátu uvést, byl film nakonec promítán ve formátu 2D. Technologie se tak především kvůli vysokým nákladům neuchytila.
O vzkříšení 3D technologie a 3D filmů se filmaři opět pokusili v 70. a 80. letech, ale opravdový průlom přišel až s vynálezem formátu IMAX 3D, jenž byl poprvé představen na výstavě Expo86 ve Vancouveru.

## 3D technologie
Existuje několik technik pro výrobu a zobrazení 3D pohyblivých obrázků. Základním požadavkem je vyrovnané zobrazení obrázků, které jsou filtrovány zvlášť pro levé a pravé oko. K dosažení tohoto cíle byly zatím využity dvě strategie. Buď musí mít divák při promítání brýle, které filtrují snímky do každého oka samostatně, nebo je třeba obrázky rozdělit pomocí světla, divák tak nemusí nosit žádné brýle. Mezi běžně používané technologie patří:
- Anaglyphic 3D s červeno azurovými čočkami (red-cyan lenses)
- Polarizace 3D s pasivně polarizovanými čočkami
- Alternate rame sequencing s aktivními 3D brýlemi
- HMD (Head-mounted display)

## Princip 3D televize
Aby mohl televizor film či vysílání ve 3D přehrát, musí splňovat určitý standard. Film pro 3D se typicky vytváří dvěma kamerami (nebo amatérsky kamerou jednou, ale se dvěma objektivy), které tak zaznamenávají lehce odlišný obraz v rámci úhlu pohledu pravého a levého oka. Při jeho následném promítání potřebujete ovšem zajistit, aby se ten správný snímek dostal do toho správného oka. K tomu existuje několik metod, které se liší tím, jak je scéna do datového toku (přicházejícího videa) zakomponována.
Základní rozdělení 3D technologie je na autostereoskopické (bez použití brýlí, které je ve fázi vývoje) a stereoskopické zobrazování (s brýlemi).
V kině se setkáte s pasivními metodami polarizace nebo anaglyphem (deformuje barevné podání filmu) nebo i s aktivní metodou zakrývání pravého a levého oka v kombinaci s perfektním časováním promítaného obrazu – více na stránce o 3D filmu. V televizích se prosazují také obě metody. K 3D televizi tedy dostanete brýle, které jsou buď aktivně spojeny (i bezdrátově) s vysílačem televize a každé oko střídavě zakrývají, nebo pasivní (polarizační) brýle (např. pro technologii FPR – Film-type patterned retarder), které nevyžadují zdroj energie. Nevýhodou pasivní technologie je snížení 3D rozlišení na polovinu. Výhodou jsou levnější jednotlivé brýle, vyšší jas, odstranění blikání a dobíjení.
Současné modely 3D televizí umí převést do třetího rozměru i klasické 2D vysílání všech televizních stanic. 3D obraz je však vidět pouze v prostoru ohraničeném rámem televize. Pokud chcete zažít stejný pocit trojrozměrného vjemu jako v kině, musíte si pustit film originálně natočený s podporou 3D efektů.

## Výrobci 3D televizí
První 3D televizi na český trh v roce 2010 uvedla společnost Samsung, dalšími hráči na nově vzniklém trhu jsou LG, Panasonic, Sony, Philips a Sharp.

## Pro koho je 3D televize vhodná?
Pravděpodobně celá jedna třetina populace nikdy 3D efekt současných televizí neuvidí – na vině jsou různé vady zraku. Princip 3D efektu je založen na posunu 2 obrazů – kdo vidí jen jedním okem, nebo má druhé oko výrazně utlumené, kvůli tupozrakosti, šilhání a jiným očním vadám, nezvládne si výsledný obraz složit, aby vznikl pocit plasticity obrazu.